# Puchar Świata w Piłce Ręcznej Mężczyzn 2010
12. Puchar Świata w Piłce Ręcznej Mężczyzn – międzynarodowy turniej w piłce ręcznej mężczyzn, który odbył się w Szwecji od 7 do 8 grudnia 2010 roku. Do rywalizacji o puchar przystąpiły cztery drużyny. Zwycięzcą turnieju została reprezentacja Danii, która w finale pokonała reprezentację Szwecji. W turnieju zdobyto łącznie 250 bramek, a najskuteczniejszym zawodnikiem okazał się reprezentant Danii – Mikkel Hansen, który zdobył w dwóch meczach 16 goli.
Były to dotychczas ostatnie rozgrywki o puchar świata w piłce ręcznej mężczyzn. 
Turniej znany był także pod nazwą Statoil World Cup, z uwagi na sponsorowanie rozgrywek pucharu przez norweski koncern naftowy Statoil. Wydarzenie poprzedzało 22. Mistrzostwa Świata w Piłce Ręcznej Mężczyzn, rozgrywane w Szwecji od 13 do 30 stycznia 2011 roku.

## System rozgrywek
Drużyny rozegrały dwa mecze półfinałowe. Zwycięzcy meczów grali następnie w finale, a przegrani rozegrali mecz o 3 miejsce.

## Uczestnicy
W turnieju udział wzięły reprezentacje Danii, Norwegii, Islandii oraz Szwecji.

## Faza półfinałowa
Opracowano na podstawie materiału źródłowego.

### Wyniki
| 7 grudnia 201018:30 CET | Dania | 36:31(15:14) | Norwegia | Sędzia: Michael Johansson, Jasmin Kliko |
| 7 grudnia 201018:30 CET | Mikkel Hansen 8 · Thomas Mogensen 6 · Anders Eggert 4 · Hans Lindberg 3 · Kasper Søndergaard 3 · Jacob Bagersted 2 · Lars Christiansen 2 · Lasse Svan Hansen 2 · Henrik Toft Hansen 2 · Lasse Boesen 1 · Anders Oechsler 1 · Jesper Jensen 1 · Kasper Irming Andersen 1 | 36:31(15:14) | 5 Joakim Hykkerud · 4 Kent Robin Tønnesen · 3 Erlend Mamelund · 3 Vegard Samdahl · 3 Sondre Paulsen · 3 Eivind Tangen · 3 Jan Rickard L. Hansen · 2 Johannes Hippe · 2 Espen Lie Hansen · 1 Magnus Jøndal · 1 Magnus Gullerud · 1 Christian Spanne | Sędzia: Michael Johansson, Jasmin Kliko |
| 7 grudnia 201018:30 CET | 6× | 36:31(15:14) | 2× | Sędzia: Michael Johansson, Jasmin Kliko |

Spotkanie sędziowali szwedzcy sędziowie, Michael Johansson oraz Jasmin Kliko. Najlepszym zawodnikiem reprezentacji Danii został Joakim Hykkerud, a reprezentacji Norwegii – Mikkel Hansen, który był najskuteczniejszym zawodnikiem meczu (zdobył 8 bramek). Drużyna Danii została sześciokrotnie ukarana dwoma minutami, a drużyna Norwegii dwukrotnie.
| 7 grudnia 201020:30 CET | Szwecja | 31:26(19:14) | Islandia | Sędzia: Lars Geipel, Marcus Helbig |
| 7 grudnia 201020:30 CET | Kim Ekdahl Du Rietz 6 · Jonas Larholm 5 · Niclas Ekberg 4 (1 k) · Dalibor Doder 4 · Oscar Carlén 4 · Jan Lennartsson 2 · Fredrik Petersen 2 · Robert Johansson 2 · Robert Arrhenius 1 · Fredric Pettersson 1 | 31:26(19:14) | 6 Sigurbergur Sveinsson · 5 Aron Pálmarsson · 5 Oddur Grétarsson · 5 Alexander Petersson · 2 Ásgeir Örn Hallgrímsson · 1 Ingimundur Ingimundarsson · 1 Arnór Atlason · 1 Róbert Gunnarsson | Sędzia: Lars Geipel, Marcus Helbig |
| 7 grudnia 201020:30 CET | 5× | 31:26(19:14) | 1× | Sędzia: Lars Geipel, Marcus Helbig |

Spotkanie sędziowali niemieccy sędziowie, Lars Geipel oraz Marcus Helbig. Najlepszym zawodnikiem reprezentacji Szwecji został Kim Ekdahl Du Rietz, a reprezentacji Islandii – Alexander Petersson. Najskuteczniejszymi zawodnikami meczu byli Kim Ekdahl Du Rietz oraz Sigurbergur Sveinsson (zdobyli po 6 bramek). Drużyna Szwecji została ukarana dziesięcioma minutami, a drużyna Islandii dwoma.

## Faza finałowa
Opracowano na podstawie materiału źródłowego.

### Mecz o 3. miejsce
| 8 grudnia 201018:30 CET | Islandia | 35:29(18:16) | Norwegia | Sędzia: Michael Johansson, Jasmin Kliko |
| 8 grudnia 201018:30 CET | Snorri Steinn Guðjónsson 8 · Arnór Atlason 7 · Alexander Petersson 7 · Róbert Gunnarsson 6 · Sturla Asgeirsson 2 · Arnór Þór Gunnarsson 2 · Bjarni Fritzson 1 · Ingimundur Ingimundarsson 1 · Oddur Grétarsson 1 | 35:29(18:16) | 5 Johannes Hippe · 5 Magnus Jøndal · 4 Erlend Mamelund · 3 Vegard Samdahl · 2 Espen Lie Hansen · 2 Christian Spanne · 2 Sondre Paulsen · 2 Joakim Hykkerud · 2 Jan Rickard L. Hansen · 2 Kent Robin Tønnesen | Sędzia: Michael Johansson, Jasmin Kliko |
| 8 grudnia 201018:30 CET | 4× | 35:29(18:16) | 1× | Sędzia: Michael Johansson, Jasmin Kliko |

Spotkanie sędziowali szwedzcy sędziowie, Michael Johansson oraz Jasmin Kliko. Najlepszym zawodnikiem reprezentacji Norwegii został Vegard Samdahl, a reprezentacji Islandii – Snorri Steinn Guðjónsson, który był najskuteczniejszym zawodnikiem meczu (zdobył 8 bramek). Drużyna Islandii została czterokrotnie ukarana dwoma minutami, a drużyna Norwegii wyłącznie raz.

### Finał
| 8 grudnia 201020:30 CET | Dania | 34:28(16:17) | Szwecja | Sędzia: Lars Geipel, Marcus Helbig |
| 8 grudnia 201020:30 CET | Mikkel Hansen 8 · Lars Christiansen 5 · Anders Eggert 4 · Jacob Bagersted 3 · Henrik Toft Hansen 3 · Lasse Boesen 2 · Bo Spellerberg 2 · Kasper Irming Anderssen 2 · Kasper Søndergaard 1 · Thomas Mogensen 1 · Anders Oechsler 1 · Lasse Svan Hansen 1 · Hans Lindberg 1 | 34:28(16:17) | 7 Jonas Larholm · 4 Robin Andersson · 4 Niclas Ekberg · 4 Robert Arrhenius · 3 Fredrik Petersen · 3 Kim Ekdahl Du Rietz · 1 Jan Lennartsson · 1 Dalibor Doder · 1 Tobias Karlsson | Sędzia: Lars Geipel, Marcus Helbig |
| 8 grudnia 201020:30 CET | 2× | 34:28(16:17) | 2× | Sędzia: Lars Geipel, Marcus Helbig |

Spotkanie sędziowali niemieccy sędziowie, Lars Geipel oraz Marcus Helbig. Najlepszym zawodnikiem reprezentacji Szwecji został Jonas Larholm, a reprezentacji Danii – Mikkel Hansen (po raz drugi w rozgrywanym turnieju), który był najskuteczniejszym zawodnikiem meczu (zdobył 8 bramek). Obie drużyny zostały dwukrotnie ukarane dwoma minutami.

## Klasyfikacja końcowa
Opracowano na podstawie materiału źródłowego.
| Miejsce | Reprezentacja |
| ------- | ------------- |
| 1.      | Dania         |
| 2.      | Szwecja       |
| 3.      | Islandia      |
| 4.      | Norwegia      |